# Tour de Billy
La tour de Billy (ou tour de Bill) était une des tours d'angle, la tour orientale septentrionale, de l'ancienne enceinte de Charles V de Paris.

## Situation
Selon Jacques Hillairet, la tour de Billy aurait été située approximativement à l'emplacement du no 1 du boulevard Bourdon, ou alors sur la pointe orientale de l'ancienne île Louviers, "entre les actuels Quai Henri-IV et Boulevard Morland" ancien bras de Seine, aujourd'hui recouvert par ledit boulevard (cf. panneau d'Histoire de Paris photographié ci-dessous).

## Historique
La Tour de Billy est construite par Étienne Marcel en 1356 à la suite des menaces anglaises après la bataille de Poitiers. Elle était située à l'angle de la muraille au bord de la Seine (côté amont) et de celle remontant jusqu'à la Bastille à proximité de dépôts d'armes et de munitions qui constitueront plus tard l'Arsenal de Paris.
Le 14 juillet 1424, elle est fortement endommagée par un incendie qui se communique aux munitions .
Le 19 juillet 1538, elle est détruite par la foudre qui fait exploser les munitions,.

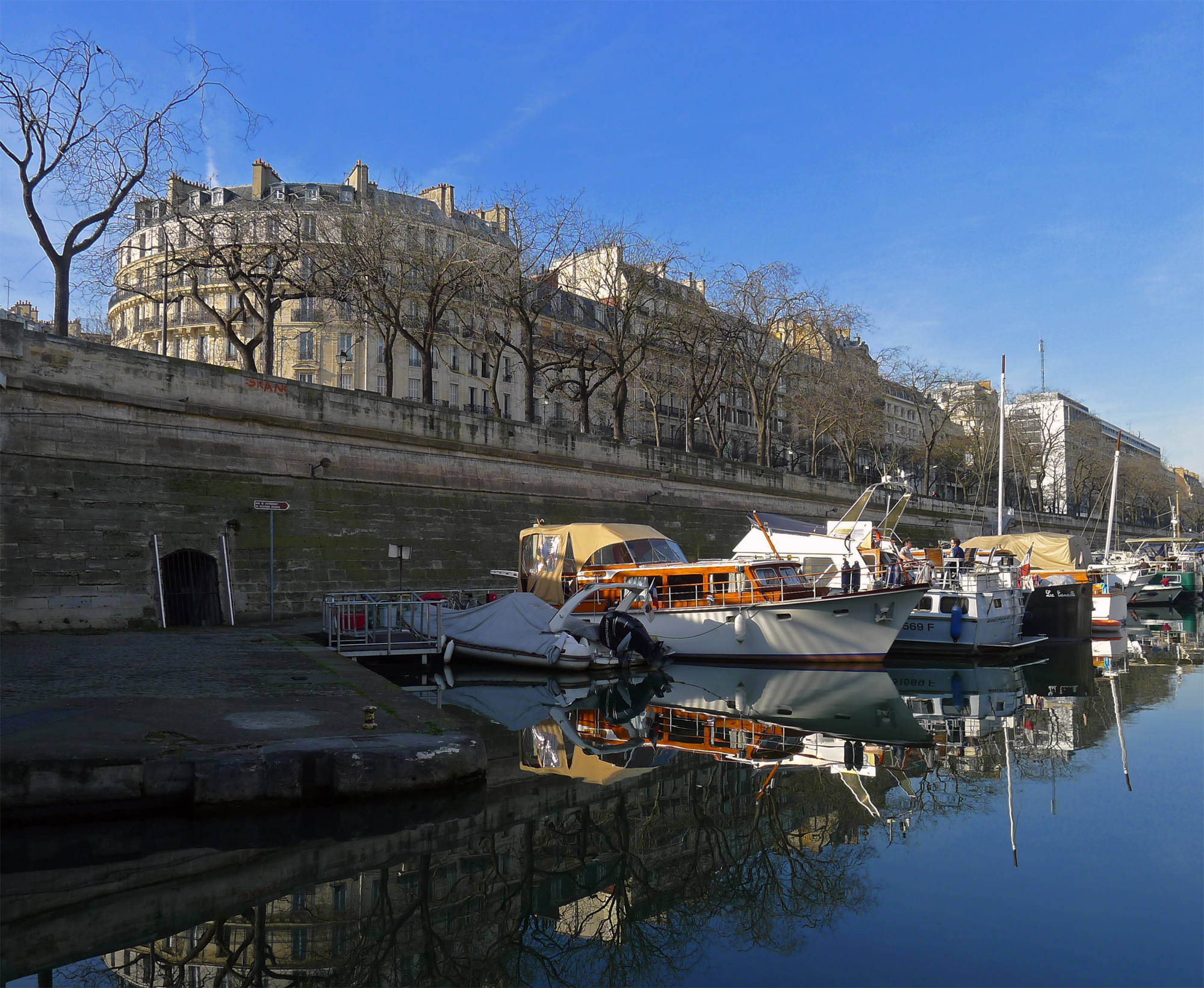
Le n°1 du boulevard Bourdon surplombant le port de l'Arsenal (2015).
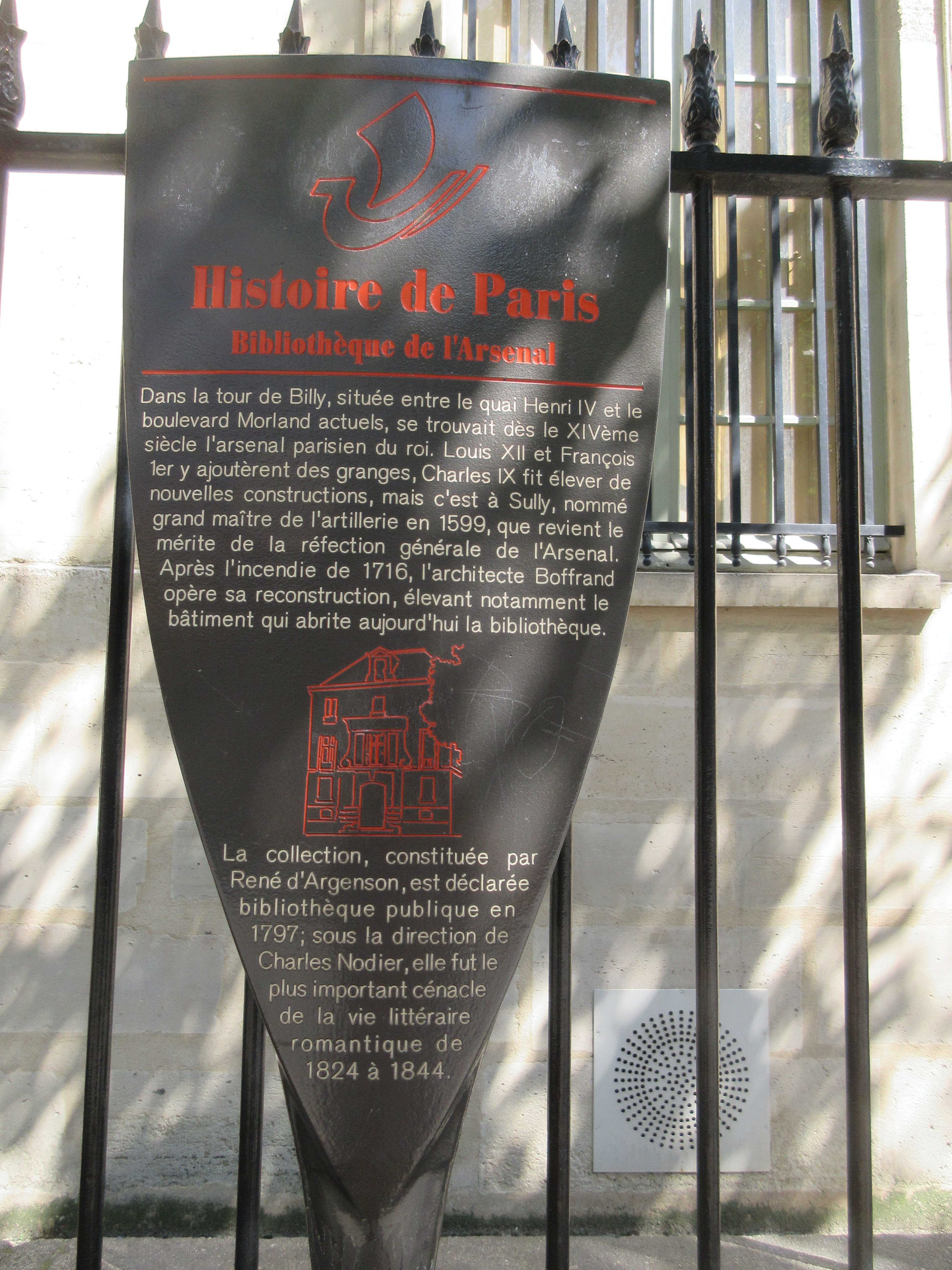
Panneau Histoire de Paris « Bibliothèque de l'Arsenal »
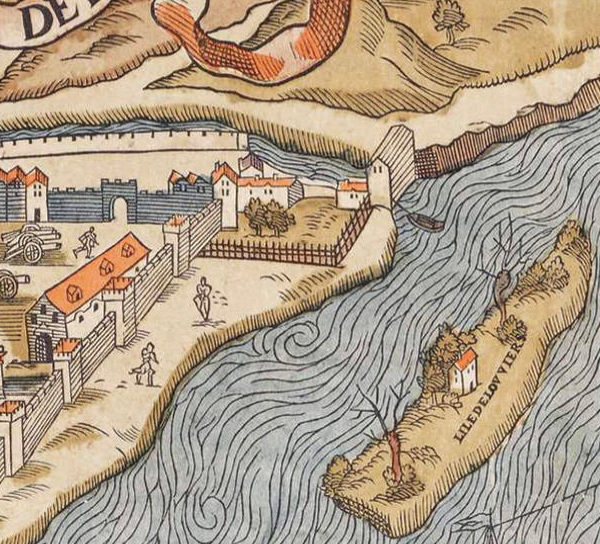
Sur le plan de Truschet et Hoyau vers 1550, la tour a disparu ; à droite l'île Louviers.